# Zarceomorpha abdita
Zarceomorpha abdita är en insektsart som beskrevs av Andrej Vasiljevitj Gorochov 1994. Zarceomorpha abdita ingår i släktet Zarceomorpha och familjen syrsor. IUCN kategoriserar arten globalt som livskraftig. Inga underarter finns listade i Catalogue of Life.